# 江雪左文字
江雪左文字（こうせつさもんじ）は、南北朝時代初期に作られたとされる日本刀（太刀）。日本の国宝に指定されており、広島県福山市のふくやま美術館が所蔵する。国宝指定名称は「太刀銘筑州住左(江雪左文字)
」で、打刀拵が附（つけたり）として指定されている。紅雪左文字と表記する場合もある。

## 概要

### 刀工左文字について
南北朝時代初期に筑前国の刀工である初代左文字（大左）によって作られた日本刀である。左文字は、作刀に「左」と銘する刀工一派の通称であり、「左」は左衛門三郎の略であるといわれている。本作は板目のつんだ鍛え、沸が強く匂口深く明るく冴える作風、突き上げて返る帽子などに左文字の特色が顕著である。初代左文字は短刀を得意としており、同工の作になる在銘の太刀は稀有である。

### 名前の由来
江雪左文字の名前の由来は、後北条家家臣である板部岡江雪斎の佩刀であったことによる。板部岡江雪斎は後北条家支流田中泰行の子にあたり、当初は後北条家に仕えていた。後北条家の衰退後は豊臣秀吉に重用され、秀吉死後は徳川家康に仕えた。江雪左文字は江雪斎より家康へ献上されたものとされている。
また、江雪左文字が江雪斎から家康へ伝わる経緯には異説もあり、『日本刀大百科事典』にて刀剣研究家である福永酔剣の説明によれば、1589年（天正17年）7月に主命により上洛した江雪斎は秀吉と面会し、真田家が領する沼田城を後北条家に下すことを認めるならば、その対価として翌年に北条氏政を上洛させることを約束した。しかし、沼田城を手に入れた後北条家では、家臣である猪俣範直が沼田城のみならず同じく真田家領の名胡桃まで奪取してしまい、これに怒った秀吉により小田原征伐が行われた。北条家降伏後、秀吉は江雪斎を召して約束違反の咎を詰問し、詰問に対して江雪斎は、名胡桃奪取は北条家が行ったことではなく猪俣が勝手に行ったことである。仮に約束違反だとしても主があえてそれをするのであれば、家来もそれに従うのが筋である。しかし、今に何を言っても詮無いことであるから、速やかに首を刎ねられよ、と動ずることなく述べた。秀吉は江雪斎の態度に感動し、江雪斎の罪を赦して「岡野」という姓を与え、自身の御伽衆に迎え入れた。また、江雪斎は秀吉に仕えることになった際に佩刀である江雪左文字を秀吉に献上し、後に秀吉から家康へと与えられたものとしている。

### 徳川家への伝来
いずれにしても徳川家康に渡った江雪左文字は徳川頼宣に与えられ、頼宣はこれを帯びて大坂の陣に参戦したとされている。以降は紀州徳川家に伝わっており、1933年（昭和8年）1月23日には当時の国宝保存法に基づき、旧国宝に指定される。1934年（昭和9年）には紀州徳川家にて競売に出されて2万4300円で、長尾欽彌により落札される。

### 近代の伝来
その後、長尾美術館の所有となっていたが、戦後になり美術館の所有を離れている。1951年（昭和26年）6月9日には文化財保護法に基づく国宝（新国宝）に指定されている。2000年時点での所有者は中国パール販売だったが、同社は更生手続を経たのち2006年10月1日にエフピコ傘下のエフピコチューパとして商号変更した。また、本太刀は「美術品の美術館における公開の促進に関する法律」に基づく登録美術品制度によって登録され、所有者から広島県福山市のふくやま美術館に寄託されていたが、2018年（平成30年）に所有者（福山市に本社を置く株式会社エフピコの創業者）から福山市に寄贈された。

## 作風
刃長78.1センチメートル、反り2.4センチメートルの太刀である。造り込みは鎬造（しのぎづくり）、丸棟（まるむね）。身幅広く、切先は中切先（ちゅうきっさき）のびる。地鉄（じがね）は板目肌に地沸（じにえ）つき、地景（ちけい）まじる。刃文は参考文献によって「湾れ（のたれ）に互の目（ぐのめ）まじる」、あるいは「大乱れに足入る」と表現される。沸（にえ）が強く、匂口深く、明るく冴える。帽子は佩表（はきおもて）は尖りごころに掃き掛け、裏は乱れ込んで突き上げ、深く返る。表裏に棒樋（ぼうひ）を丸止めとする。茎（なかご）は磨上（すりあげ）で茎先は切り。目釘孔は5個。佩表の棟寄りに「筑州住左」の銘がある。
家康が作らせた黒漆研出鮫（くろうるしとぎだしざめ）の打刀拵（うちがたなこしらえ）が付属する。